# Walter Vesti
Walter Vesti (Davos, 6 marzo 1950) è un ex sciatore alpino svizzero.

## Biografia
Discesista puro, Vesti ottenne il primo risultato di rilievo in Coppa del Mondo il 24 gennaio 1974 a Kitzbühel giungendo 6º sulla pista Streif; nella stessa stagione partecipò ai Mondiali di Sankt Moritz 1974 classificandosi 9º. Il 1º febbraio 1975 a Megève conquistò l'unico successo di carriera in Coppa del Mondo, davanti ai compagni di squadra René Berthod e Philippe Roux; il 20 gennaio 1978 si piazzò 2º sulla Streif di Kitzbühel dietro all'austriaco Josef Walcher e nella stessa stagione venne convocato per i Mondiali di Garmisch-Partenkirchen 1978, dove ottenne l'8º posto. Il 16 dicembre 1978 si aggiudicò l'ultimo podio in Coppa del Mondo, sulla Saslong della Val Gardena, concludendo 3º alle spalle dell'austriaco Walcher e dello svizzero Peter Müller; ottenne l'ultimo piazzamento della sua attività agonistica in Coppa del Mondo il 5 marzo 1982 con il 10º posto colto Aspen negli Stati Uniti.

## Palmarès

### Coppa del Mondo
- Miglior piazzamento in classifica generale: 20º nel 1975
- 3 podi (tutti in discesa libera):
  - 1 vittoria
  - 1 secondo posto
  - 1 terzo posto

#### Coppa del Mondo - vittorie
| Data             | Località | Paese   | Specialità |
| ---------------- | -------- | ------- | ---------- |
| 14 febbraio 1975 | Megève   | Francia | DH         |

Legenda:

DH = discesa libera